# Trajekt
Trajékt je vodno plovilo, ki je namenjeno predvsem prevozu potnikov in vozil. Razdeljen je na več palub. Garaža je prostor, kjer so med vožnjo parkirana vozila, ki se na trajekt vkrcajo preko pristajalne rampe. Potniki se v času plovbe zadržujejo v salonu ali v kabinah, aviosedežih, restavraciji, barih ... 
Trajekti so različnih velikosti, od majhnih za do petdeset avtomobilov, do velikih za več sto avtomobilov.